# CII 10070
Le CII 10070 a fait partie de la première série d'ordinateurs de la Compagnie internationale pour l'informatique (CII), fabriqué à la fin des années 1960 dans le cadre du Plan Calcul.
Cet ordinateur a servi de base à la conception de la série Iris 80, totalement réalisée par la CII.
Le CII 10070 a fait partie de la première série d'ordinateurs de la Compagnie internationale pour l'informatique (CII), fabriqué à la fin des années 1960 dans le cadre du Plan Calcul.
Cet ordinateur a servi de base à la conception de la série Iris 80, totalement réalisée par la CII.

## Histoire

### Contexte: l'émergence de "l'ordinateur universel"
Cet ordinateur était une adaptation d'un calculateur Scientific Data Systems (SDS), le Sigma 7, terminé dans les derniers jours de 1966, qui deviendra après le rachat de SDS par Xerox en mai 1969 via une OPA géante de près d'un milliard de dollars, le XDS (Xerox Data Systems) Sigma 7.
Le 10070 est apparu au moment de l'émergence des "ordinateurs universels" sur l'ensemble du marché françaisjusque-là
partagé entre "ordinateurs de gestion" et "ordinateurs scientifiques", la croissance du nombre des premiers étant beaucoup plus rapide mais elle-même menacée par l'apparition de machines profitant de la chute des prix dans les circuits intégrés pour offrir les deux fonctionnalités, y compris et surtout sous forme de temps partagé.
| Année                  | Petits ordinateurs | Moyens ordinateurs | Gros ordinateurs | Total . |
| 1963 (1er janvier)     | 189                | 288                | 37               | 0184    |
| 1969 (1er janvier)     | 2595               | 1446               | 0147             | 4188    |
| Progression en six ans | 13,7 fois          | 5 fois             | 3,9 fois         | 8 fois  |

Composition du parc d'ordinateurs français, en nombre de machines
| Année                  | Ordinateurs de gestion | Ordinateurs scientifiques | Ordinateurs universels | Ordinateurs industriels | Total  |
| 1er janvier            | 365                    | 144                       | ND                     | 15                      |        |
| 1er janvier 1969       | 1,951                  | 476                       | 1504                   | 257                     | 4188   |
| Progression en six ans | 5,3 fois               | 3,3 fois                  | ND                     | 17 fois                 | 8 fois |
| Part du parc 1969      | 46,6%                  | 11,4%                     | 36%                    | 6,1%                    | 100%   |

### Calendrier
Un article dans Le Monde du 11 janvier 1969 précise que "quelques exemplaires du 10070" sont déjà produits à l'usine des Clayes-sous-Bois, près de Versailles, où "ont été mis au point les premiers Iris-50", le journal précisant qu'il  "ne connaît pas l'importance exacte" de cette production mais que celle venant éventuellement de SDS ne présentera "pas un pourcentage très important de la quantité" des 10070 offerts aux utilisateurs. En décembre 1968, deux ans ans après la création de la CII, cette usine de Toulouse était encore en construction.
L'article ajoute, sans source, que sa production "commencera dans le milieu de l'année à l'usine de Toulouse" et montera en cadence pour atteindre son maximum au milieu de l'année 1970. Par ailleurs, le software de l'Iris 50, machine proche, est "loin d'être achevé" et qil "pourra être livré à la clientèle avec un software complet" d'ici "un an environ", ajoute-t-il. "Contrairement à ce que diverses informations avaient laissé entendre, non seulement la fabrication de série du 10 070 est actuellement entreprise à l’usine des Clayes", mais "le premier de série, terminé de fabrication, est en cours d’essai et sera livré en Allemagne" dans l'année, avait déclaré le mois précédent Bernard Dorléac, directeur général de la CII.
Le système d'exploitation de cette gamme est alors évolutif pour ajouter des fonctions de gestion. Le succès revendiqué pour le 10070 dans ce domaine vient de rapport qualité-prix compétitif. Cependant, "le besoin de plus en plus pressant d’informaticiens" oblige à créer "des systèmes de formation tant interne qu’externe visant à fournir dans des délais courts mais raisonnables les techniciens nécessaires", précise alors Bernard Dorléac, en évoquant des actions "auprès des universités et écoles". Le directeur de l'usine de Toulouse doit même donner une entrevue au quotidien La Dépêche du Midi, également vers la fin de 1968, pour effectuer "le plus large appel aux techniciens toulousains", en reconnaissant que "malheureusement, ceux-ci sont rares" et en rappelant qu'il aura "besoin de 200 agents techniques" dès l'année qui va commencer.
La Délégation à l'Informatique, qui pilote le plan calcul lancé fin 1966, a incité au même moment à fusionner les deux projets axés sur le même thème mi-1968, d'un système de calcul interactif, celui du  Centre d'Études et de Recherches en Automatique (Cera), dépendant de l'école Sup'Aéro de Toulouse et celui à l'IRIA, baptisé Esope. Tous deux savaient que la CII travaillait à un système multiprogrammé et proposaient de développer un OS pour la gestion.

## Matériel

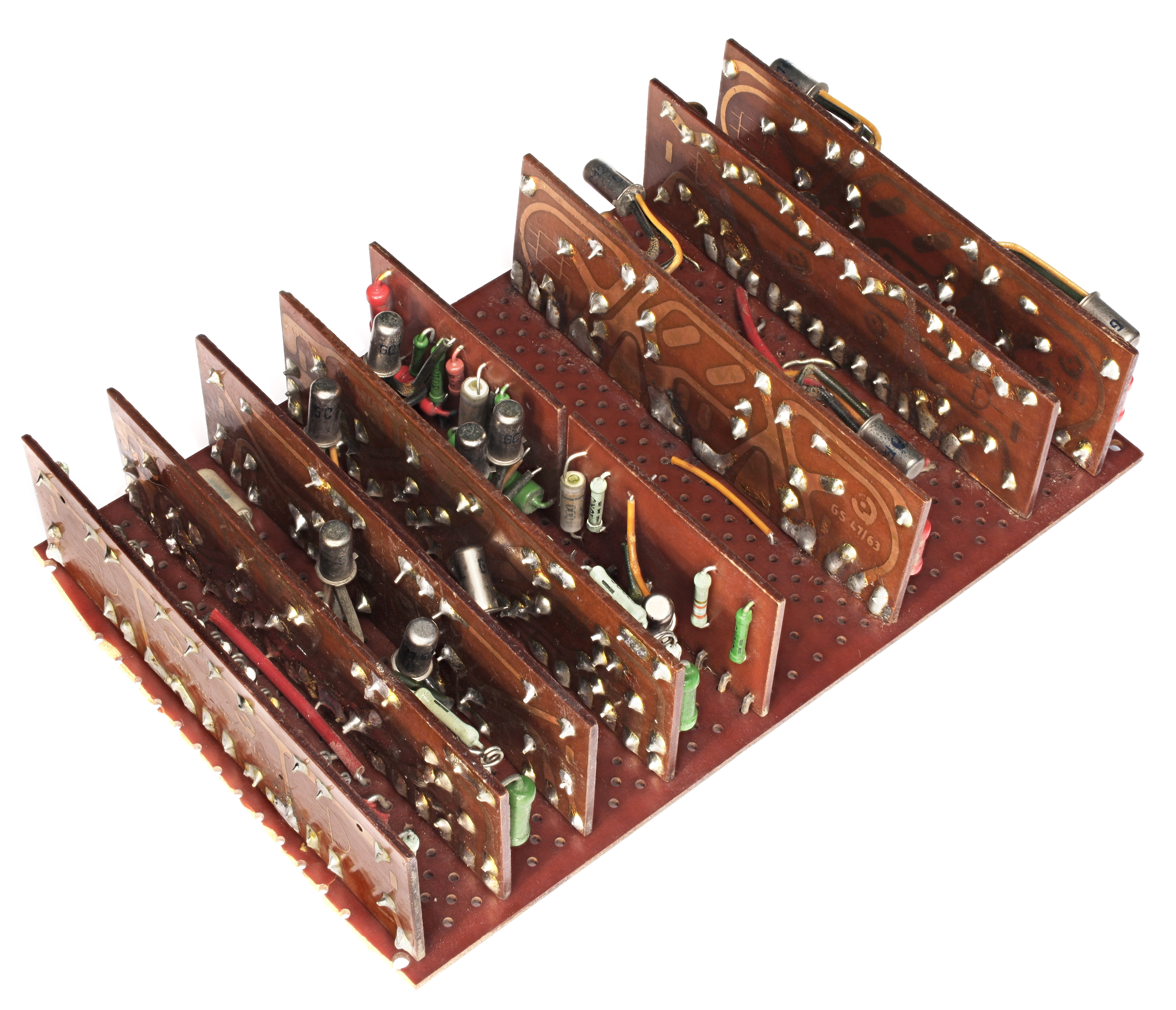
L'unité centrale du CII 10070 était constituée de circuits DTL.

Cet ordinateur destiné au calcul dit « scientifique », était en fait un calculateur SDS (Scientific Data Systems) Sigma 7 - qui deviendra après son rachat par Xerox le XDS (Xerox Data Systems) Sigma 7. L'unité arithmétique et logique est réalisée à partir de cartes à circuits intégrés DTL. Elle dispose d'une forme primitive de mémoire vive à cascade de portes NAND, appelée alors « mémoire privée » (scratch pad), moyennant un temps d'accès de 60 ns. Les 160 instructions de l'UAL sont codées sur des mots de 32 bits, mais l'adressage utilise un format par octets. L'UAL comporte 16 registres d'index, qui peuvent travailler comme des accumulateurs.
Le CII 10070 pouvait gérer à la fois du traitement par lots, appelé aussi batch et du temps partagé. Il disposait également en standard d'une mémoire topographique, similaire à une mémoire virtuelle à ceci près qu'elle ne visait que le ré-aiguillage instantané de mémoire à mémoire pour des raisons de performance, sans support à la gestion d'échanges avec le disque. Celle-ci était gérée par logiciel dans le moniteur de temps partagé.

## Logiciels
En revanche, sur le plan logiciel, il était muni d'un système d'exploitation totalement remanié par les équipes de l'IRIA (qui deviendra l'INRIA) et qui sera acheté par la maison mère,.

### Systèmes d'exploitation
Le CII 10070 a bénéficié successivement de plusieurs systèmes d'exploitation :
- BPM (Batch Processing Monitor), système de mono-programmation pour les files de travaux et qui disposait de programmes parallèles (symbionts) pour traiter les entrées sorties cartes et imprimantes. Ce système a été réalisé par SDS.
- BTM : système de temps partagé.
- Siris 7, réalisé par la CII, qui préparait en fait la version Siris 8 de l'Iris 80.

Un système expérimental, Ésope, avait également été développé à l'IRIA

### Langages et utilitaires
- Compilateur Fortran IV H ;
- Assembleur Symbol (langage d'assemblage assez élémentaire) ;
- Générateur Métasymbol, outil très puissant de génération de code (fonctions, procédures, récursivité, traitement de listes...) ;
- Compilateur COBOL ;
- Compilateur PL/I ;
- Programme de tri.

### Progiciels
- Système de recherche documentaire : Mistral